# L'oracolo delfico
L'oracolo delfico (The Delphic Oracle) è un dipinto ad olio su tela del pittore britannico John William Godward, realizzato nel 1899 e oggi conservato a Londra.

## Storia

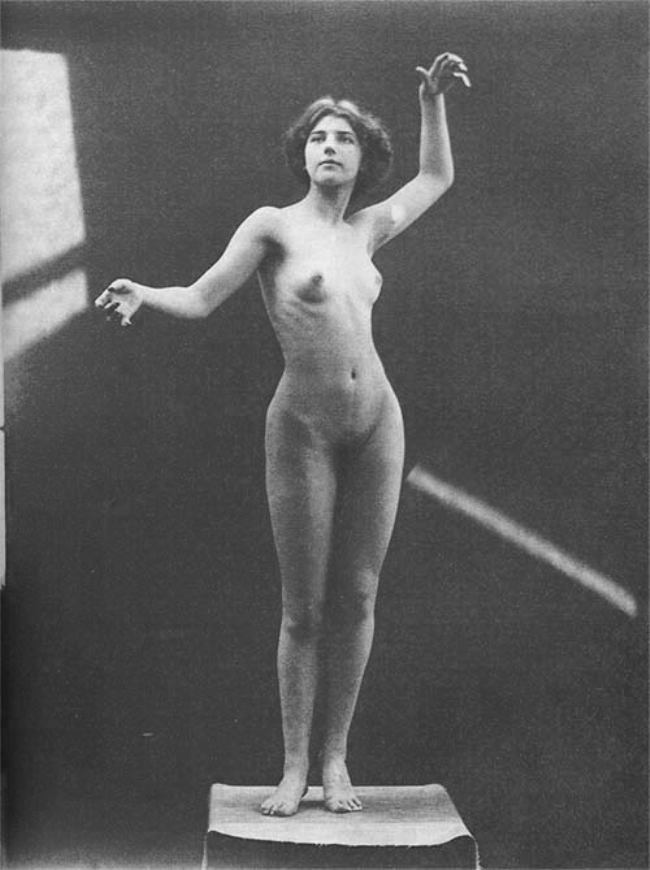
Ethel Warwick, la probabile modella del dipinto, nel 1900.

John William Godward dipinse questo dipinto nel 1889 prendendo probabilmente come riferimento la giovane modella inglese Ethel Warwick, che era apparsa in due ritratti dello stesso autore realizzati l'anno prima (Ethel, nel museo e galleria d'arte Russell-Cotes, e nello Studio per Miss Ethel Warwick).
L'opera venne acquistata dalla società di belle arti di Londra in un'asta organizzata dalla galleria Christie's il 3 giugno 1994. Il suo proprietario precedente era il neozelandese sir Ernest Davies.

## Descrizione
La tela di formato verticale (misura esattamente il doppio dell'altezza rispetto alla lunghezza) presenta una composizione dalla struttura trapezoidale rigorosamente simmetrica. La Pizia di Delfi, nuda dalla testa ai piedi eccetto per una corona d'alloro, guarda negli occhi lo spettatore, attirando l'attenzione sull'anatomia perfetta del corpo. I suoi capelli sono divisi in due trecce che ricadono a lato dei seni. Non esiste alcun elemento che suggerisca l'aspetto "divino" del personaggio (ella non è una sacerdotessa ma una donna reale, dall'aspetto giovanile). La donna si trova sopra un tripode all'interno di uno spazio circondato da delle colonne e sopra una crepa del terreno dalla quale esce del fumo.
Secondo alcuni critici, il carattere marcatamente esoterico della tela, accentuato dal forte uso del chiaroscuro, potrebbe essere dovuto all'amicizia dell'artista con lo scrittore Bram Stoker e il pittore John William Waterhouse o alla conoscenza dell'Ordine Ermetico dell'Alba Dorata, una società segreta nata alla fine del secolo.
I critici dell'epoca descrissero così L'oracolo delfico:
(Biblioteca pubblica di New York, "Godward File", stanza 213)
A livello artistico, lo studio dell'opera rivela una certa conoscenza di artisti come Waterhouse o John Collier, il tutto unito al virtuosismo tecnico eccezionale del pittore. I bei toni dorati della carnagione contrastano con i toni grigi, marroni e ocra del resto del quadro, accentuando la sensualità del soggetto. La luce si intensifica nelle cosce, al centro della composizione, mentre il viso rimane in una penombra misteriosa.